# (523780) 2015 AN281
(523780) 2015 AN281 ist ein großes transneptunisches Objekt im Kuipergürtel, das bahndynamisch als erweitertes Scattered Disk Object (DO) oder als Cubewano (CKBO) eingestuft wird. Aufgrund seiner Größe gehört der Asteroid möglicherweise zu den Zwergplanetenkandidaten.

## Entdeckung
2015 AN281 wurde am 15. Januar 2015 von einem Astronomenteam, bestehend aus B. Gibson, T. Goggia, N. Primak, A. Schultz und M. Willman, auf Bildern des 1,8–m–Pan-STARRS-Teleskops (PS1), die am 24. Januar 2011 gemacht wurden, am Haleakalā-Observatorium (Maui) entdeckt. Die Entdeckung wurde am 17. Juli 2016 bekanntgegeben, der Planetoid erhielt am 25. September von der IAU die Kleinplaneten-Nummer 523780.
Nach seiner Entdeckung ließ sich 2015 AN281 auf Fotos bis zum 21. Dezember 2004, die im Rahmen des Sloan-Digital-Sky-Survey-Programmes (SDSS) am Apache-Point-Observatorium (New Mexico) gemacht wurden, zurückgehend identifizieren und so seinen Beobachtungszeitraum um elf Jahre verlängern, um so seine Umlaufbahn genauer zu berechnen. Seither wurde der Planetoid durch verschiedene erdbasierte Teleskope beobachtet. Im Oktober 2018 lagen insgesamt 143 Beobachtungen über einen Zeitraum von 14 Jahren vor. Die bisher letzte Beobachtung wurde im März 2018 wiederum am Pan-STARRS-Teleskop (PS1) durchgeführt. (Stand 14. März 2019)

## Eigenschaften

### Umlaufbahn
2015 AN281 umkreist die Sonne in 271,92 Jahren auf einer leicht elliptischen Umlaufbahn zwischen 36,33 AE und 44,04 AE Abstand zu deren Zentrum. Die Bahnexzentrizität beträgt 0,144, die Bahn ist 17,45° gegenüber der Ekliptik geneigt. Derzeit ist der Planetoid 43,94 AE von der Sonne entfernt. Das Perihel durchläuft er das nächste Mal 2090, der letzte Periheldurchlauf dürfte also im Jahre 1818 erfolgt sein.
Marc Buie (DES) klassifiziert den Planetoiden als erweitertes SDO (ESDO bzw. DO), während vom Minor Planet Center keine spezifische Einstufung existiert; letzteres ordnet ihn als Nicht-SDO und allgemein als «Distant Object» ein. Das Johnston’s Archive führt ihn dagegen als Cubewano auf, wobei er zu den bahndynamisch «heißen» klassischen KBO gehören würde.

### Größe
Derzeit wird von einem Durchmesser von 373 km ausgegangen, basierend auf einem Rückstrahlvermögen von 8 % und einer absoluten Helligkeit von 5,6 m. Ausgehend von diesem Durchmesser ergibt sich eine Gesamtoberfläche von etwa 437.000 km2. Die scheinbare Helligkeit von 2015 AN281 beträgt 21,65 m.
Da es denkbar ist, dass sich 2015 AN281 aufgrund seiner Größe im hydrostatischen Gleichgewicht befindet und somit weitgehend rund sein könnte, erfüllt er möglicherweise die Kriterien für eine Einstufung als Zwergplanet. Mike Brown geht davon aus, dass es sich bei 2015 AN281 um vielleicht einen Zwergplaneten handelt.
| Jahr                                         | Abmessungen km | Quelle   |
| -------------------------------------------- | -------------- | -------- |
| 2018                                         | 404,0          | Johnston |
| 2018                                         | 373,0          | Brown    |
| Die präziseste Bestimmung ist fett markiert. |                |          |